# 阪田重則
阪田 重則（さかた しげのり、1894年2月6日 - 1948年）は、日本の撮影技師、脚本家、映画監督である。20世紀初頭の撮影技師と映画監督とが未分化の時代からキャリアを築き、東亜キネマとマキノ・プロダクションでごく短期間の作家的ピークを迎えた。原作ものの脚本執筆と監督を得意としたが、映像技術畑の監督でありながら、のちにはオリジナル脚本を同僚監督に提供するほど脚本の腕を上げた。

## 来歴・人物
1894年（明治27年）2月6日に生まれる。
1909年（明治42年）、15歳で梅屋庄吉のM・パテー商会に入社、巡業の映写係を経て、同社の東京・百人町の「大久保撮影所」で撮影係となる。1912年（大正元年）9月10日の同社を含めた4社合併により設立された日活に移り、1913年（大正2年）に竣工した向島撮影所で撮影技師となる。1916年（大正5年）から撮影と監督を兼務することになり、1920年（大正9年）の『相合傘』から監督としてクレジットされるようになった。同年の『尼港最後の日』が向島時代の代表作である。
1922年（大正11年）、国際活映に移籍して巣鴨撮影所で数本撮り、関東大震災後の1924年（大正13年）には関西へ移り住み、東亜キネマに移籍、牧野省三が京都の等持院撮影所と西宮の甲陽撮影所の両所長を兼務していた時期で、阪田も両撮影所で監督をしている。1925年（大正14年）4月、吉田百助原作の大作『大地は微笑む』前・後篇を撮ったのち、6月の牧野の独立の時点では、甲陽撮影所に残留、谷崎潤一郎原作の大作『お艶殺し』を撮った。1926年（大正15年）の後半から1929年（昭和4年）の初めまで休養した。この期間に甲陽撮影所は閉鎖された。
休養明けの同年、マキノ・プロダクション御室撮影所に入社、さっそく牧野省三総指揮、河竹黙阿弥原作の『鳥鵆月白浪』、阪田オリジナル脚本による『狂へる小鳩』、菊池幽芳原作で同社宣伝部長の都村健が脚本を書いた『乳姉妹』を撮った。そのすぐあとの同年7月25日に牧野が死去、没後50日の同年9月に発表された、牧野の長男・マキノ正博体制で監督部に名を連ねる。翌1930年（昭和5年）には岡本綺堂原作の『相馬の金さん』をはじめとして6本を監督し、三上良二監督に、桜井忠温原作の『草に祈る』、山川武夫原作の『砲声轟く』の2脚本、稲葉蛟児監督に『敗者の恨は長し』のオリジナル脚本を提供したが、病気のために休養に入った。
約7年後の1937年（昭和12年）、マキノ正博のマキノトーキーがその終焉間際となったころに監督として復帰、阪田初のトーキー作品『本朝怪猫伝』を撮って引退した。同作は阪田の43歳の誕生日の翌日にあたる2月7日に公開されたが、その2か月後、同年4月に同社も解散となった。引退後は愛媛県宇和島市に移住。1948年(昭和23年)死去。。

## 関連事項
- M・パテー商会 （梅屋庄吉）
- 日活向島撮影所
- 国際活映
- 東亜キネマ - マキノ・プロダクション （牧野省三）
- マキノトーキー製作所 （マキノ正博）

## 註
1. 1 2 3 4 5 6  『日本映画監督全集』（キネマ旬報社、1976年）の「阪田重則」の項（p.187）を参照。同項執筆は田中純一郎。
2. ↑  立命館大学衣笠キャンパスの「マキノ・プロジェクト」サイト内の「1929年 マキノ・プロダクション御室撮影所 所員録」の記述を参照。